# ۶۲ کمان
۶۲ کمان یک ستاره است که در صورت فلکی کمان قرار دارد.